# 维勒迪约-拉布卢埃尔
维勒迪约-拉布卢埃尔（法語：Villedieu-la-Blouère，法語發音：[vildjø la bluɛʁ] ⓘ）是法国曼恩-卢瓦尔省的一个旧市镇，属于绍莱区。2015年12月15日，维勒迪约-拉布卢埃尔和相邻的9个市镇合并为新市镇莫日地区博普雷欧（Beaupréau-en-Mauges）。

## 地理
维勒迪约-拉布卢埃尔（47°8'49"N, 1°3'51"W）面积14.24 平方千米，位于法国卢瓦尔河地区大区曼恩-卢瓦尔省，该省份为法国西部内陆省份，大致对应安茹地区，北起顺时针与马耶讷省、萨尔特省、安德尔-卢瓦尔省、维埃纳省、德塞夫勒省、旺代省、大西洋卢瓦尔省和伊勒-维莱讷省接壤。
与维勒迪约-拉布卢埃尔接壤的市镇（或旧市镇、城区）包括：拉沙佩勒迪热内、勒菲耶夫索万、热斯泰、拉勒诺迪耶尔、莫日地区圣菲尔贝。

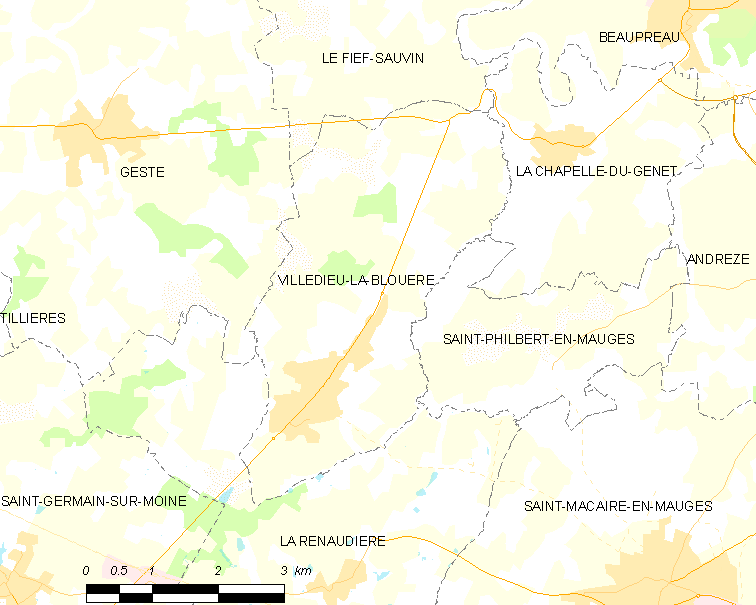
维勒迪约-拉布卢埃尔的OSM定位图

维勒迪约-拉布卢埃尔的时区为UTC+01:00、UTC+02:00（夏令时）。

## 行政
维勒迪约-拉布卢埃尔的邮政编码为49450，INSEE市镇编码为49375。

## 政治
维勒迪约-拉布卢埃尔所属的省级选区为莫日地区博普雷欧县。

## 人口

1962-2008年间维勒迪约-拉布卢埃尔人口变化图示

维勒迪约-拉布卢埃尔于2018年1月1日时的人口数量为2555人。